# Душан Баевич
Душан Баевич (Душан Бајевић) е бивш босненски футболист от Югославия и настоящ треньор. Той е сегашният старши треньор на АЕК (Атина). Прекарва почти цялата си кариера (от 1966 до 1983) като футболист във Вележ (Мостар), с изключение на 1977-81, когато е играч на АЕК (Атина). Има 37 мача за националния отбор на Югославия, в които отбелязва 29 гола. По-късно работи като треньор във „Вележ“, АЕК и други.